# One x 1
One x 1 (también 1 x 1) es el cuarto álbum de estudio del cuarteto góspel estadounidense Gaither Vocal Band, y el debut de la banda con su nuevo nombre. Fue publicado en 1986 por Word Nashville Records y producido por Bill Gaither y Keith Thomas. El disco introduce a Michael English como voz principal de la formación en la voz de segundo tenor, quien se une a Larnelle Harris (primer tenor), Gary McSpadden (barítono) y Bill Gaither (bajo). 
En 2001 el álbum fue relanzado en formato de disco compacto.

## Canciones
1. The Lord Of Hosts
2. Can't Stop Talking About Him
3. Look Up
4. Lamb Of God
5. Glorious Morning
6. One By One
7. Things That Last Forever
8. Fool For Lesser Things
9. Forever
10. I Walked Today Where Jesus Walks

Tiempo total: 40 min